# Operazione Hametz
L'Operazione Hametz (Ebraico מבצע חמץ, Mivtza Hametz) è stata un'operazione militare ebraica avvenuta verso la fine del Mandato britannico della Palestina, parte della guerra di Palestina del 1948. Fu lanciata alla fine dell'aprile del 1948 con l'obiettivo di conquistare villaggi arabi dell'hinterland di Jaffa e di istituire un blocco attorno alla città.

## Antefatti

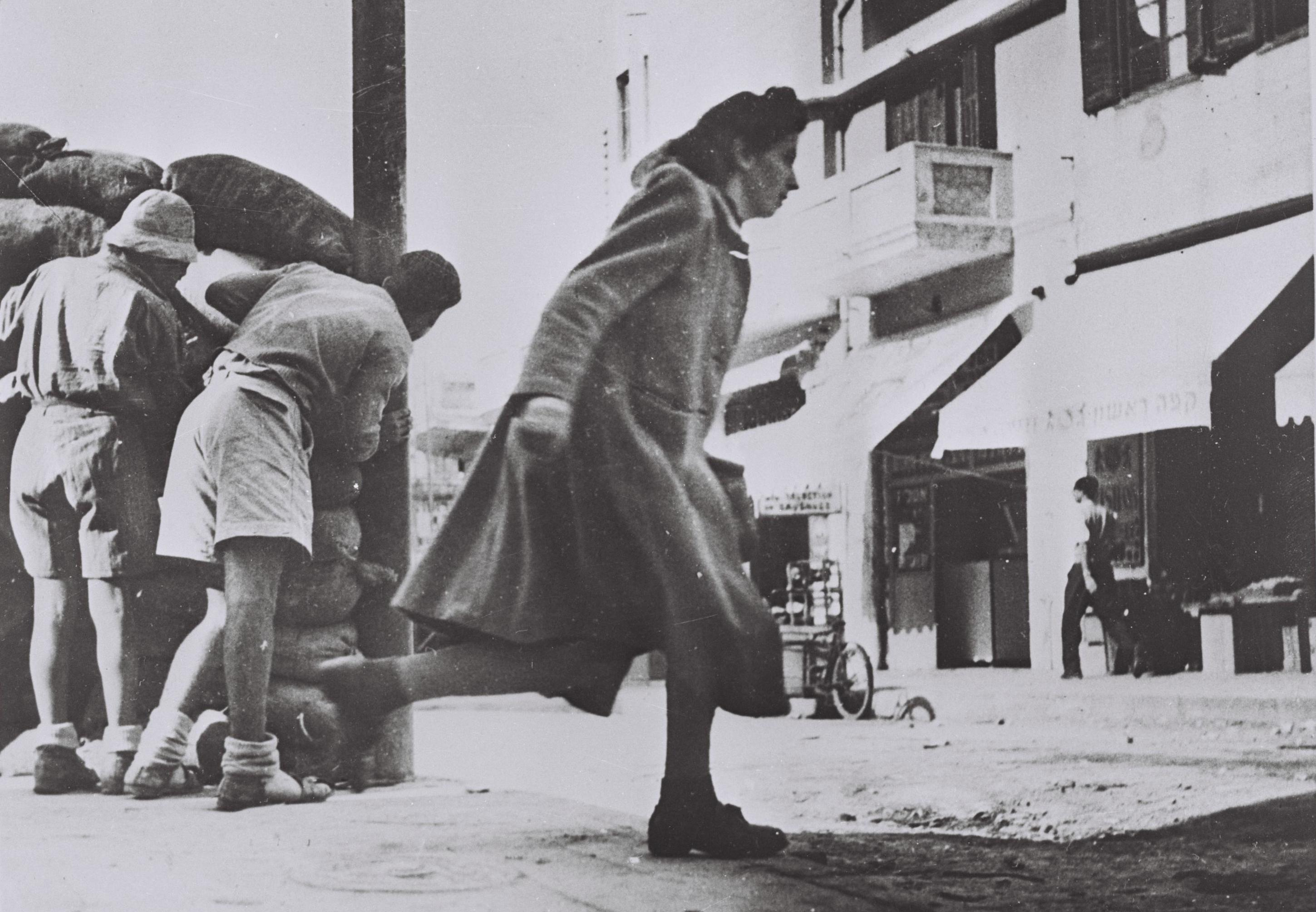
Residenti di Tel Aviv che si riparano al mercato del Carmelo dai colpi di cecchini arabi che sparavano dalla moschea Hassan Bek di Jaffa.

Alcune ore dopo l'adozione da parte delle Nazioni Unite della risoluzione sulla partizione della Palestina in due Stati (ebraico e arabo), azioni di cecchinaggio vide come protagonisti ebrei e arabi tra Jaffa (a forte maggioranza araba) e Tel Aviv (a forte maggioranza ebraica). Nei cinque mesi seguenti, mentre i britannici erano ancora intestatari del Mandato, questi attacchi portarono alla morte di oltre 1 000 abitanti di Tel Aviv, secondo la testimonianza di Yoseph Nachmias, un combattente dell'Irgun ed esperto di esplosivi. Durante quello stesso anno, 30 000 persone abbandonarono Jaffa, la cui popolazione decrebbe così a 50 000-60 000 unità.

## L'operazione

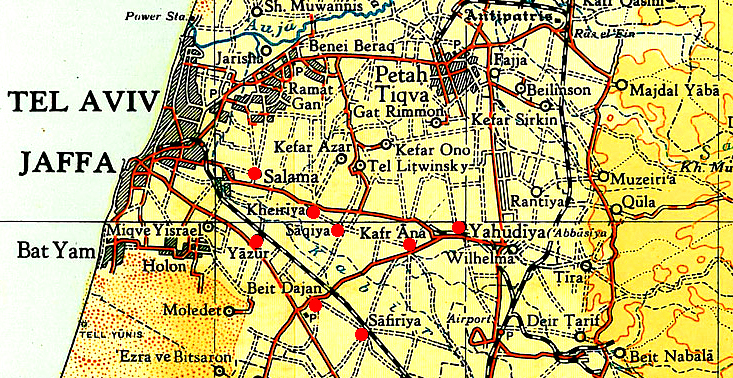
Villaggi conquistati nel corso dell'Operazione Hametz.

La mattina del 25 aprile 1948, l'Irgun (un gruppo paramilitare ebraico) lanciò da tel Aviv un attacco su vasta scala su Jaffa. Gli storici israeliani sostengono che l'Haganah (un altro gruppo paramilitare ebraico, dal quale l'Irgun era fuoruscito) non aveva saputo alcunché dell'attacco, ma poco dopo il suo avvio l'Haganah e l'Irgun giunsero facilmente a un'intesa in base alla quale le truppe dell'Irgun si sarebbero poste sotto il comando dei comandanti locali dell'Haganah.

L'offensiva dell'Irgun incluse un battente bombardamento di tre giorni sul centro della città. L'operazione comportò attacchi da nord condotti dalla Brigata Alexandroni e dalla Brigata Givati da sud. Entrambe non incontrarono resistenza. L'Irgun conquistò le vicinanze di Menashiya ma la Brigata Kiryati fallì nel suo assalto contro il suburbio meridionale di Jaffa, quello di Tel al-Rish.
Secondo Adam LeBor:
L'offensiva finì grazie all'intervento dell'esercito britannico. Le forze ebraiche avevano da poco conquistato le aree arabe di Haifa, e come risultato il governo britannico mise in stato di allerta le sue forze in Vicino Oriente, temendo che gli arabi sviluppassero un'ancora più accentuata ostilità nei confronti del Regno Unito, visto come responsabile della disastrosa questione palestinese. L'esercito di Sua Maestà, per attuare l'imminente sgombero della regione che era stata affidata loro dalla Società delle Nazioni al termine della prima guerra mondiale, dovevano transitare attraverso zone popolate da arabi ed era preoccupato di poter essere attaccato. Il ministro degli Esteri Ernest Bevin, non appena sentite le notizie dell'avvio dell'offensiva ebraica in quell'area civile tanto importante, ordinò che alle forze ebraiche fosse impedito di conquistare Jaffa, o, se l'avessero conquistata, che ne fossero allontanate.

Entro alcune ore dall'inizio dell'offensiva su Jaffa, William Fuller, il Commissario di Distretto britannico di Lydda, chiese a Israel Rokach, il sindaco di Tel Aviv, di fare interrompere l'attacco. Durante i due giorni seguenti, Fuller continuò a chiedere a Rokach la stessa cosa, avvertendolo che le forze britanniche sarebbero altrimenti intervenute. I britannici respinsero le richieste arabe di permettere a unità della Legione araba transgiordana di entrare in Palestina per difendere Jaffa. Tuttavia, essi portarono quattro battaglioni di fanteria, blindati e commando navali in Palestina. Questi rinforzi significavano liberare unità già presenti in Palestina per dispiegarli a Jaffa.
Il 28 aprile, i britannici, attraverso Rokach, intimarono un ultimatum che chiedeva alle forze dell'Irgun di cessare il fuoco e di sgomberare immediatamente Menashiya, minacciando altrimenti di bombardare Tel Aviv, e ammonendo che essi avrebbero "mantenuto Jaffa per gli arabi ad ogni costo, specialmente alla luce del fatto che gli ebrei avevano conquistato Haifa". L'Irgun inizialmente respinse la richiesta. Lo stesso giorno i britannici cominciarono il loro dispiegamento di forze in vista di un possibile assalto ebraico. Fanteria e mezzi blindati entrarono a Jaffa, con uno spiegamento di forze britanniche che assommava a 4 500 soldati. Incrociatori della Royal Navy incrociarono davanti alle coste palestinesi, e aerei della Royal Air Force sorvolarono la parte meridionale di Tel Aviv e di Jaffa. Malgrado molti britannici intendessero l'azione come meramente dimostrativa, le forze armate parteciparono a un'azione limitata. Una formazione di quattro Spitfire attaccarono una postazione dell'Haganah a Bat Yam, e l'artiglieria e i corazzati britannici colpirono posizioni dell'Irgun a Menashiya, mettendo a tacere i mortai dell'Irgun. Il giorno dopo, blindati britannici e fanteria si spinsero a Menashiya, incontrando una forte resistenza dell'Irgun. I britannici inviarono quindi un ultimatum a David Ben Gurion, minacciando il bombardamento di Tel Aviv se l'Irgun non fosse stato condotto alla ragione.

Il 29 aprile, comandanti britannici incontrarono il figlio di David Ben Gurion, Amos, e il sindaco di Jaffa, Yusuf Haykal. Un accordo fu trattato, in base al quale l'Operazione Hametz sarebbe stata bloccata e l'Haganah non avrebbe attaccato Jaffa fino alla fine del Mandato. L'Irgun avrebbe evacuato Menashiya, rimpiazzato da elementi del più disciplinato Haganah. Le truppe britanniche avrebbero pattugliato la parte meridionale della città e avrebbero occupato il posto di polizia.

I combattimenti finirono il 30 aprile.

## Conseguenze
Al 30 aprile, dai 15000 ai 25 000 abitanti abbandonarono Jaffa. L'Haganah aveva il controllo completo di tutti gli accessi, eccezion fatta per la presenza britannica a Yazur. Essa consentiva di lasciare la città ma l'assoggettava a perquisizioni alla ricerca di armi. L'esercito britannico scortava i civili a Lydda e a al-Ramle. David Ben Gurion ricordava nel suo diario che quando visitò Salama la sera del 30 aprile, tutto ciò che trovò fu 'solo una vecchia donna cieca'. Gran parte dei villaggi fu sistematicamente spianata nelle seguenti settimane.

## Comunità arabe conquistate durante l'Operazione Hametz
| Nome          | Dats                                                                                           | Forze di difesa                                     | Brigate                                      | Popolazione                |
| ------------- | ---------------------------------------------------------------------------------------------- | --------------------------------------------------- | -------------------------------------------- | -------------------------- |
| Saqiya        | 25 aprile 1948                                                                                 | 'senza combattimento'                               | Brigata Alexandroni                          | 1 100                      |
| Kafr 'Ana     | 29 aprile 1948                                                                                 | n/d                                                 | Brigata Alexandroni                          | 3 020 (compresi 220 ebrei) |
| al-Khayriyya  | 29 aprile 1948                                                                                 | n/d                                                 | Brigata Alexandroni                          | 1 420                      |
| Salama        | 29 aprile 1948                                                                                 | n/a                                                 | Brigata Alexandroni Brigate Kiryati e Givati | 6 730                      |
| Yazur         | 30 aprile 1948                                                                                 | Esercito Arabo di Liberazione sgombera il 28 aprile | Brigata Givati                               | 4 030                      |
| Bayt Dajan    | n/d                                                                                            | n/d                                                 | Brigata Alexandroni                          | 3 840                      |
| Al-Safiriyya  | n/d                                                                                            | n/d                                                 | Brigata Alexandroni                          | 3 070                      |
| Al-'Abbasiyya | 4 maggio 1948 riconquistata l'11 giugno conquistata definitivamente durante l'Operazionen Dani | n/d                                                 | Irgun                                        | 5 650 (compresi 150 ebrei) |